# Sosnivka, Șumsk
Sosnivka (în ucraineană Соснівка) este localitatea de reședință a comunei Sosnivka din raionul Șumsk, regiunea Ternopil, Ucraina.

## Demografie
Componența lingvistică a localității Sosnivka
     Ucraineană (99,81%)
     Alte limbi (0,19%)
Conform recensământului din 2001, majoritatea populației localității Sosnivka era vorbitoare de ucraineană (99,81%), existând în minoritate și vorbitori de alte limbi.